# 菊池悠斗
菊池 悠斗（きくち ゆうと、1999年1月23日 - ）は日本の男性プロレスラー。大阪府出身。道頓堀プロレス所属。血液型AB型。

## 来歴
子供の頃に、大阪プロレスのスクールに通い、高校1年の16歳で道頓堀プロレス生え抜き第1号としてデビューする。2024年からプロレスリング・ノアのブランドLIMIT BREAKに定期参戦していたが、9月1日大阪大会で、原田大輔の推薦でRATEL'Sへ加入。
9月14日後楽園ホール大会よりノア本戦に参戦。GHCジュニアヘビー級王座への挑戦権をかけたN Innovation Tournamentでは、1回戦で大和田侑を破り2回戦へ進出するもドラゴン・ベインに敗れ敗退。
11月17日愛知県体育館大会で、タダスケと組み、HAYATA&YO-HEYの保持するGHCジュニアヘビー級タッグ王座にRATEL'S同門対決として挑むも、ピンフォール負けを喫し王座奪取とはならなかった。

## 得意技
ブラックイーグル
ダイビングフットスタンプと同型。菊池のメインのフィニッシュ・ホールド。
カオスブレイク
トルネードスタンプ
旋回式の変型ロックボトム。
H・T・D・N・S
ムーンサルトプレス
トペ・コンヒーロー
ドロップキック

## タイトル歴
- WDW王座[1][2]
- WDWタッグ王座[1][2]
- WDW6人タッグ王座
- 第一回ヤングマスター杯優勝[1][2]